# Lingua spagnola a Panama
Lo spagnolo panamense è la varietà della lingua spagnola (castigliano) parlata a Panama. È strettamente correlato ad altre varietà di spagnolo caraibico.
Le variazioni tra i diversi gruppi di parlanti della stessa lingua possono essere lessicali (vocabolario), fonologici (pronuncia), morfologici (forme di parole) o nell'uso della sintassi (grammatica).
Foneticamente lo spagnolo panamense è molto simile allo spagnolo parlato nelle zone costiere intorno ai Caraibi, nello specifico a Cuba, a Porto Rico, nella Repubblica Dominicana e nella costa atlantica della Colombia e del Venezuela.
La caratteristica principale dello spagnolo panamense  è la debuccalizzazione della / s / alla fine di una sillaba o parola, come nella parola cascada, pronunciata [kahkaða] (come "h" nella parola inglese "he") invece di [kaskáda]. L'aspirazione si osserva anche nelle regioni costiere del Perù, dell'Ecuador, Cile, Argentina e Uruguay, in Andalusia e nelle isole Canarie della Spagna.